# Podobwód Białobrzegi Armii Krajowej
Podobwód Białobrzegi – jednostka partyzancka Związku Walki Zbrojnej, a następnie Armii Krajowej. 
Operowała na terenie gminy Białobrzegi i nosiła kryptonimy "Bory", "Baśka".
Podobwód ten wchodził w skład Obwodu Radom Inspektoratu Radomskiego Okręgu Radom-Kielce ("Jodła") AK.
Żołnierze podobwodu dokonali wielu akcji dywersyjno-sabotażowych: uszkodzenie podziemnego kabla telefonicznego Radom-Warszawa (wrzesień 1942, marzec 1943), zniszczenie dokumentacji białobrzeskiej mleczarni (wiosna 1942), ostrzelanie budynku koszarowego niemieckiej jednostki na lotnisku Chruściechów (listopad 1943).
W połowie 1944 jego skład osobowy wynosił 12 oficerów, 2 podchorążych, 77 podoficerów i 282 szeregowych.

## Struktura organizacyjna
- placówka miejscowa Białobrzegi
  - pchor. Józef Suligowski "Suchy"
- placówka Radzanów
  - Józef Suwalski "Kmicic"
  - plut. Józef Sałaciński "Tygrys"
  - Stanisław Zakrzewski "Hardy"
- placówka Stromiec
  - ppor. Henryk Gierycz "Gryf"
  - ppor. Aleksander Mordawski "Wrzos"

## Komendanci
- mjr Józef Wiechowski "Wiesław" (1940-1943)
- por. Jan Firley "Andrzej" (1943-1944, aresztowany i zamordowany w Radomiu)
- por. Tadeusz Przyłęski "Mirosław" (1944, aresztowany w Przytyku i rozstrzelany)
- Henryk Biernacki "Wojda" (1944-1945)

## Inni członkowie komendy
- Roman Pelletier "Kuna" – szef Kierownictwa Dywersji (aresztowany i osadzony w Auschwitz)
- Henryk Krzesiński "Ryk" – oficer wyszkolenia i łączności (aresztowany i osadzony w Auschwitz)
- Paweł Bednarek "Ozyrys" – kwatermistrz (zamordowany przez żandarmów z posterunku w Białobrzegach)
- kpr. Edmund Dziewulski "Patefon" – instruktor szkoleniowy
- Janina Siedlecka "Topola" – referentka Wojskowej Służby Kobiet